# Bassania filia
Bassania filia är en fjärilsart som beskrevs av J. Peter Maassen 1890. Bassania filia ingår i släktet Bassania och familjen mätare. Inga underarter finns listade i Catalogue of Life.